# 非細菌性慢性前立腺炎
(非細菌性) 慢性前立腺炎・慢性骨盤痛症候群（(ひさいきんせい) まんせいぜんりつせんえん・まんせいこつばんつうしょうこうぐん、英: Chronic (nonbacterial) prostatitis/Chronic pelvic pain syndrome; CP/CPPS）とは、細菌感染の証拠を伴わない長期の骨盤痛と下部尿路症状を指す。治療に抵抗する前立腺炎の症状を長期間（慢性）認めるも、原因菌が特定できない場合に使用される病名である。男性の約2～6%が罹患する。間質性膀胱炎・有痛性膀胱症候群と共に慢性泌尿器骨盤痛症候群を構成する。血行障害や排尿障害が原因との考え方もある一方、細菌感染によらない慢性前立腺炎は存在しないとの考え方もある。原因は不明である。診断では、細菌性前立腺炎、前立腺肥大症、過活動膀胱、前立腺癌など、同様の症状を呈する他の疾患を除外することが必要とされる。推奨される治療法は集学的治療や理学療法であり、新規診断例ではα遮断薬や抗生物質を使用する場合がある。薬物療法以外の治療法を支持するエビデンスもある。

## 徴候・症状
CP/CPPSは、尿路感染症の原因菌が検出されない骨盤痛または会陰部痛を主症状とし、3ヶ月以上持続することが特徴である。症状には強弱の変動がある。痛みは軽度から消耗性（重度）のものまである。痛みは背中や直腸に放散して座っているのが不快になることもあり、会陰部、精巣、陰茎の先端、恥骨部、膀胱部にも現れる場合がある。排尿困難、関節痛、筋肉痛、原因不明の疲労、腹痛、陰嚢瘙痒感、陰茎の絶え間ない灼熱痛、尿道不快感、頻尿が見られることもある。頻尿や排尿切迫感の増大は、間質性膀胱炎を示唆する。神経や筋肉を介する射精後疼痛はこの疾患の特徴であり、前立腺肥大症や正常な男性とCP/CPPSを区別する役割を果たす。性欲減退、性機能障害、勃起不全を訴える患者もいる。

## 原因
原因は不明であるが、原因として考えられる疾患が幾つかある。

### 骨盤底機能不全
一説によると、CP/CPPSは精神神経筋障害であるという。この理論では、不安やストレスによって骨盤底筋が慢性的かつ無意識に収縮し、過敏点が形成され、痛みが生じるとされる。その痛みが更なる不安を招き、症状を悪化させる。

### 神経、ストレス、ホルモン
もう一つの考え方は、心理的要因と免疫系、神経系、内分泌系の機能障害との相互作用から生じるというものである。
2016年の総説では、末梢神経系が発症の原因となるが、中枢神経系が末梢神経からの入力が無くなっても痛みを持続させていることが示唆されている。
この疾患の背景には、ストレスに起因する視床下部-下垂体-副腎軸の機能障害や副腎皮質ホルモン（内分泌）の異常、神経性炎症などの説がある。
CP/CPPSではアンドロゲンの役割が研究されており、C21 11-酸素化ステロイド（プレグナン）が強力なアンドロゲンの前駆体であると推定されている。具体的には、11β-ヒドロキシプロゲステロン（11OHP4）や11-ケトプロゲステロン（11KP4）のようなステロイドは、同等の効力を持つDHTの11-オキソ型である11-ケトジヒドロテストステロン（11KDHT）に変換される。ステロイド血清中濃度とCP/CPPSの関係は、酵素CYP21A2の欠損が、11-オキソアンドロゲンおよび新規DHT産生経路を介して生合成されるアンドロゲンの生合成を増加させ、CP/CPPSの発症に寄与している可能性を示唆している。CYP21A2欠損症に起因する非定型先天性副腎過形成（CAH）は、一般的に男性では無症状と考えられているが、非定型CAHはCP/CPPSの併存疾患となる可能性がある。

### 細菌感染
細菌感染説は、2003年の研究で重要ではないことが示された。この研究では、前立腺に常在する細菌の種類と数は、有症状者と無症状者で同様であった。

### 間質性膀胱炎・有痛性膀胱症候群の合併
2007年、米国国立糖尿病・消化器・腎臓病研究所はIC/BPS（間質性膀胱炎・有痛性膀胱症候群）とCP/CPPSを慢性泌尿器骨盤痛症候群（UCPPS）という包括的な用語でグループ化し始めた。クェルセチンなど、IC/BPSの治療に有効であることが示されている治療法は、CP/CPPSにもある程度の有効性を示している。最近の研究では、関連疾患の遺伝子解析および蛋白質解析的側面に焦点が当てられている。
CP/CPPSでは膀胱充満時に痛みを感じることがあるが、これもICの典型的な徴候である。
慢性骨盤痛研究への学際的アプローチ（MAPP）研究ネットワークは、CP/CPPSと間質性膀胱炎・有痛性膀胱症候群（IC/BPS）が関連疾患であることを発見した。
UCPPSは、IC/BPSとCP/CPPSの両方を包含するためにネットワークで採用された用語であり、類似した症状プロファイルに基づいて、関連するものであると提唱されている。従来の膀胱や前立腺に特化した研究の方向性を超えて、MAPPネットワークの科学者達は、UCPPSと、過敏性腸症候群、線維筋痛症、慢性疲労症候群など、IC/PBSやCP/CPPS患者に時に見られる他の慢性疾患との潜在的な関係を調査している。—MAPP研究ネットワーク

## 診断
CP/CPPSの決定的な診断検査はない。CP/CPPSは、前立腺炎の診断の90～95%を占めるにもかかわらず、十分に理解されていない疾患である。CP/CPPSは、前立腺圧出液（EPS）中の膿細胞数に基づいて、炎症性（カテゴリーIIIa）または非炎症性（カテゴリーIIIb）に分類されるが、これらのサブカテゴリーは臨床的にはあまり役に立たない。炎症型では、尿、精液、EPSに膿細胞（死滅した白血球）が含まれるが、非炎症型では含まれない。最近の研究では、IIIaとIIIbの区別に疑問が呈されている。膿細胞を無視し、サイトカイン等のより微妙な炎症の徴候を測定すれば、どちらのカテゴリーでも炎症が証明されるからである。
2006年、カテゴリーIIIaとIIIbの男性は、対照と比較してEPS中の抗炎症性サイトカインTGFβ1と炎症性サイトカインIFN-γの濃度が有意かつ同様に上昇していることが確認された。従って、これらのサイトカインの測定は、カテゴリーIIIの前立腺炎の診断に応用可能である。2010年の研究では、神経成長因子もこの病態のバイオマーカーとして使用できることが判明した。
CP/CPPS患者においては、特にCP/CPPSの炎症性サブグループと非炎症性サブグループの鑑別が有用でなく、尿および前立腺圧出液の白血球の分析には議論の余地がある。
血清前立腺特異抗原検査、前立腺のルーチン画像検査、クラミジア・トラコマチスおよびウレアプラズマの検査は、患者にとって有益ではない。
慢性骨盤痛症候群患者の50%以上に前立腺外腹部・骨盤内圧痛が認められるが、対照群では僅か7%である。健康な男性の精液中の細菌数はCPPS男性より僅かに多い。無症状の対照集団におけるWBCと細菌培養陽性の高有病率は、CP/CPPS男性における診断ツールとしての標準的なMeares-Stamey法の検体分割採取法（4グラステスト）の臨床的有用性に疑問を投げ掛けるものである。2000年までに、アメリカの泌尿器科医による4グラステスト検査の使用は稀であり、定期的に使用している者は4%のみであった。
CP/CPPSの男性は、筋痛性脳脊髄炎/慢性疲労症候群および過敏性腸症候群を合併する可能性が一般集団よりも高い。
将来有用となり得る実験的臨床検査としては、精液や前立腺液のサイトカイン量の測定がある。様々な研究で、サイトカイン、ミエロペルオキシダーゼ、ケモカインなどの炎症マーカーの上昇が示されている。

### 鑑別診断
膀胱頸部硬化症や尿道狭窄は、尿の逆流によって同様の症状を引き起こすことがあるが、軟性膀胱鏡検査や尿流動態検査によって除外できる。

### 用語
CP/CPPSの「IIIa型」（炎症性）と「IIIb型」（非炎症性）は、患者の前立腺圧出液（EPS）中に膿細胞（WBC）が認められるか否かによって区別されることがある。一部の研究者は、この分類の有用性に疑問を呈しており、Meares-Stamey法の4グラステストを放棄するよう主張している。
この症状に対する古い用語は、「プロスタトディニア (前立腺痛)」および「非細菌性慢性前立腺炎」である。これらの用語は、現在では使用されていない。
2007年、米国国立糖尿病・消化器・腎臓病研究所は、研究目的で、膀胱（即ち、間質性膀胱炎・有痛性膀胱症候群、IC/BPS）および前立腺（即ち、慢性前立腺炎・慢性骨盤痛症候群、CP/CPPS）に関連する疼痛症候群を指す慢性泌尿器骨盤痛症候群（UCPPS）という包括的用語を使用し始めた。

### 徴候分類
“UPOINT”と呼ばれる分類システムは、患者の症状を6つの大まかなカテゴリーに分類するものである。これに性機能障害を加えて“UPOINTS”とする場合もある：
- Urinary symptoms: 排尿時症状
- Psychological dysfunction: 心理学的障害
- Organ-specific symptoms: 臓器特異的症状
- Infectious causes: 感染症
- Neurologic dysfunction: 神経学的障害
- Tenderness of the pelvic floor muscles: 骨盤底筋圧痛[53]
- Sexual dysfunction: 勃起不全、射精不能、絶頂後疼痛

UPOINTシステムは、個別化された集学的治療を可能にする。

## 治療
慢性骨盤痛症候群の治療は困難である。最初に推奨されるものは、症状に関する教育、ストレス管理、行動の変容などである。

### 非薬物的治療
欧州泌尿器科学会によるガイドラインは以下の通りである：
- 疼痛教育：疼痛、その原因、影響について患者と会話する。
- 理学療法：用手法による骨盤底の経直腸マッサージを含む、骨盤や肛門周囲の過緊張した筋肉（一般に発痛点と呼ばれる）を緩解するためのストレッチ、骨盤領域に対する理学療法、原因となっているストレスを軽減するための漸進的リラクゼーション療法に焦点を当てたプロトコルなどがある[55]。また、リラクゼーションと併用するために、直腸に挿入する器具も開発されている[57]。このプロセスは、スタンフォード・プロトコルまたはワイズ・アンダーソン・プロトコルと呼ばれている[57]。2014年の米国泌尿器科学会（英語版）は、徒手理学療法を第二選択の治療法として挙げている[56]。ケーゲル体操は推奨されていない[56]。治療には、骨盤筋群の慢性的緊張を防ぐための「逆説的弛緩」のプログラムも含まれる[12]。
- 心理療法：殆どの慢性疼痛疾患と同様に、痛みへの直接的な影響の有無に拘らず、心理療法はその管理に役立つ可能性がある[58][59]。

この症状に対して有効されている他の非薬物的治療には、鍼治療、体外衝撃波治療、身体活動プログラム、経直腸温熱療法、生活習慣の改善に関する様々な推奨事項などが挙げられる。鍼治療は、標準的な内科的治療と比較した場合、前立腺炎の症状の軽減に繋がるが、性的な問題は軽減しないと思われる。体外衝撃波治療もまた、模擬的な処置と比較した場合、否定的な副作用の影響を受けずに前立腺症状を軽減するのに有用であるようであるが、その軽減は治療を継続している間のみ持続すると考えられる。2018年時点では、体外衝撃波による小規模なCP/CPPS治療研究が3件実施されている。短期的には症状の改善が見られ副作用も少なかったが、中期的な結果は不明であり、研究の質が低いため結果を一般化することは困難である。身体活動プログラムは、慢性前立腺炎の身体症状を僅かに軽減するが、不安や抑うつを軽減しないようである。前立腺と骨盤筋部に熱を加える経直腸温熱療法は、単独で、または薬物療法と併用することで、薬物療法単独と比較して症状を僅かに軽減する可能性がある。但し、この方法は一過性の副作用を引き起こす可能性がある。前立腺マッサージや生活習慣の改善などの代替療法は、前立腺炎の症状を軽減する場合もあれば、軽減しない場合もある。経尿道的前立腺針焼灼術は、臨床試験で効果がないことが示されている。
神経調節は、以前から有効でありそうな治療法として検討されてきた。従来の脊髄刺激（背柱刺激としても知られる）は、骨盤痛の治療において一貫性がなかった。これらの従来のシステムでは、痛みを伴う領域全てに影響を与えることができないため失敗率が高く、この治療で脊髄のどこに商社するのが最適であるかについては、まだコンセンサスが得られていない。骨盤部位の神経支配は仙骨神経根からきているため、これまでの治療はこの部位を対象としてきた。しかし、痛みの経路は（おそらく交感神経系を介して）脊髄レベルにのみ向けられた治療から逃れているようで、失敗に終わっている。脊髄の中胸部から高胸部にかけての部位を対象とした脊髄刺激は、幾つかの良好な結果を齎している。後根神経節刺激と呼ばれる新しい脊髄刺激は、神経系の複数の部位に同時に作用する能力があるため、骨盤痛の治療に大きな可能性を示している。これは、「原因が既知の」患者（即ち、術後の痛み、陰部神経痛など）に特に効果的である。

### 薬物療法
多くの薬剤が使用可能であるが、各患者のニーズや症状の種類（UPOINTSによる）に合わせる必要がある。
- 抗生物質による治療は議論の余地がある。2019年のレビューでは、抗生物質が症状を軽減する可能性があることが示された。抗生物質が症状軽減に有効であるとする意見もあるが[64][65]、抗生物質による治療の有用性を疑問視する意見もある[66]。抗生物質には抗炎症作用があることが知られており、これがCPPSの治療に部分的に有効であることの説明として示唆されている[25]。フルオロキノロン系抗菌薬、テトラサイクリン系抗菌薬、マクロライド系抗菌薬などの抗生物質は、感染のない状態でも直接的な抗炎症作用を示し、インターロイキン-1、インターロイキン-8、腫瘍壊死因子などの炎症性化学シグナル（サイトカイン）を遮断する。これらは偶然にも、慢性前立腺炎を患う男性の精液および前立腺圧出液で上昇していることが判明したサイトカインと同じものである[67]。UPOINTの診断アプローチでは、明らかな感染の証拠がない限り、抗生物質の投与は推奨されない[53]。
- α遮断薬（タムスロシン、アルフゾシン（英語版））のCPPS男性における有効性には疑問があり、眩暈や低血圧などの副作用を増加させる可能性がある[64]。2006年のメタアナリシスでは、治療期間が少なくとも3ヵ月以上であれば、中等度の効果があるとされている[68]。
- メパルトリシンのようなエストロゲン再吸収阻害薬は、慢性非細菌性前立腺炎患者の排尿を改善し、泌尿器科的疼痛を軽減し、QOLを改善する[69]。
- クェルセチンや花粉エキスなどの植物療法が小規模な臨床試験で研究されている[70][71]。2019年のレビューでは、この種の療法は副作用なくCPPSの症状を軽減する可能性があるが、性的な問題は改善しない可能性があるとしている[64]。
- 5α還元酵素阻害薬（英語版）は、おそらくCPSSの男性の前立腺炎の症状を軽減するのに役立ち、偽薬を服用した場合よりも副作用が増えることはないと思われる[64]。
- 抗炎症薬は症状を軽減し、副作用を引き起こし難い[64]。
- ボツリヌス毒素A（BTA[注 18]）を前立腺に注射すると、前立腺炎の症状が大きく軽減することがある。BTAを骨盤の筋肉に適用した場合、症状の軽減には繋がらない。どちらの治療法も、副作用は見られない[64]。
- CPPSの男性がアロプリノールを服用しても、症状に殆ど変化がない場合もあるが、副作用は少ない[64]。
- 漢方薬は副作用がなく、CPPSの男性の症状を軽減する可能性がある。しかし、これらの薬はおそらく性的問題や不安や抑うつの症状を改善することはない[64]。
- ガバペンチン、ベンゾジアゼピン系薬剤、アミトリプチリンなどは、裏付けとなる事例証拠はあるものの、臨床試験では適切な評価がなされていない[72]。
- ジアゼパム坐薬はCPPSの治療法として議論の的となっている。支持者は、疼痛部位により近い位置で薬物を投与することで、より良好な緩和が得られると考えている。この仮説は、ベンゾジアゼピンが中枢神経系に存在するGABA受容体に作用するので誤りである。つまり、投与経路（経口投与か直腸内投与か）に関係なく、薬物は中枢神経系に到達して作用する必要があり、これらの投与経路では効果に優劣はない。研究によると、この投与方法では効果がピークに達するまでに時間がかかり、生物学的利用能が低下し、血清血漿中最高濃度が低下する[73]。

### 研究の進展
2005年に行われた16人の治療抵抗性CPPS患者を対象とした予備的な非盲検化試験において、一部のCPPS患者に見られる前立腺石灰化の原因として、ナノバクテリアとして知られる存在が提唱され物議を醸した。患者にはEDTA（石灰化を溶かす）とテトラサイクリン（抗炎症作用を持つカルシウム溶出性の抗生物質で、ここでは「病原体」を殺すために使用される）を3ヵ月間投与したところ、半数に症状の有意な改善がみられた。科学者たちは、ナノバクテリアが生物であるかどうかについて強い疑問を表明しており、2008年の研究では、「ナノバクテリア」は単なる無生物石灰岩の小さな塊であることが示された。
前立腺炎や慢性骨盤痛症候群の原因がウイルス性であることを裏付ける証拠は乏しい。単純ヘルペスウイルス（HSV）およびサイトメガロウイルス（CMV）の関与を示唆する単独の症例報告があるが、限局性前立腺癌の根治的前立腺摘除術を受けた慢性骨盤痛症候群患者において、PCR法を用いた研究ではウイルスDNAの存在を証明できなかった。全ての症例で患者が免疫不全であったため、CMVを示唆する報告は慎重に解釈されなければならない。 HSVについては、証拠はまだ弱く、報告された症例は1例のみで、ウイルスの原因的役割は証明されていない。また、アシクロビルなどの抗ウイルス薬による治療が成功したという報告もない。
膀胱障害、胃腸障害、気分障害を併発することから、CP/CPPSが仮説上の膀胱-腸-脳軸の問題によって引き起こされるのかを理解するための研究が行われてきた。
慢性的な膀胱痛が脳にどのような影響を与えるかを理解するために、MRIやfMRIなどの技術を用いて研究が行われてきた。2016年時点では、CP/CPPSの男性では、一次体性感覚野、島皮質、前帯状皮質、扁桃体中心核の灰白質が増加しているようである。扁桃体の中心核に発現している代謝型グルタミン酸受容体5をブロックすると、膀胱痛が抑制されることが齧歯類の研究で示されている。

## 予後
CP/CPPSの予後は、集学的治療、漢方薬、筋・筋膜発痛点緩解による骨盤神経の静穏化、不安抑制、慢性疼痛治療により改善されている。

## 疫学
一般人口では、慢性骨盤痛症候群は1年あたり男性の約0.5%に発症する。どの年齢の男性にも見られ、35～45歳の男性に発症のピークがある。しかし、CP/CPPSを示唆する症状の全有病率は6.3%である。一般集団の男女を対象に、(1)米国国立衛生研究所の慢性前立腺炎症状指数―女性参加者の質問票には各男性解剖学用語の女性同義語が使用されている、(2)国際前立腺症状スコア、(3)骨盤痛に関する追加質問 の3つを用いて検査を行ったところ、CP/CPPSの原因としての前立腺の役割に疑問が投げ掛けられた。この集団におけるCPPSを示唆する症状の有病率は、女性で5.7%、男性で2.7%であったことによるが、だが女性の有病率が高いことが男性の前立腺由来の疼痛の存在を疑う理由にはならない。2008年に発表された新たな研究によると、CP/CPPSの有病率は、10代の男性においては曾て考えられていたよりも遥かに高いことが示唆されている。